# هیداکا، واکایاما
هیداکا، واکایاما (به لاتین: Hidaka, Wakayama) یک منطقهٔ مسکونی در ژاپن است که در استان واکایاما واقع شده‌است. هیداکا  ۷٬۲۰۲ نفر جمعیت دارد.